# Nepomukkapelle (Hohenems)

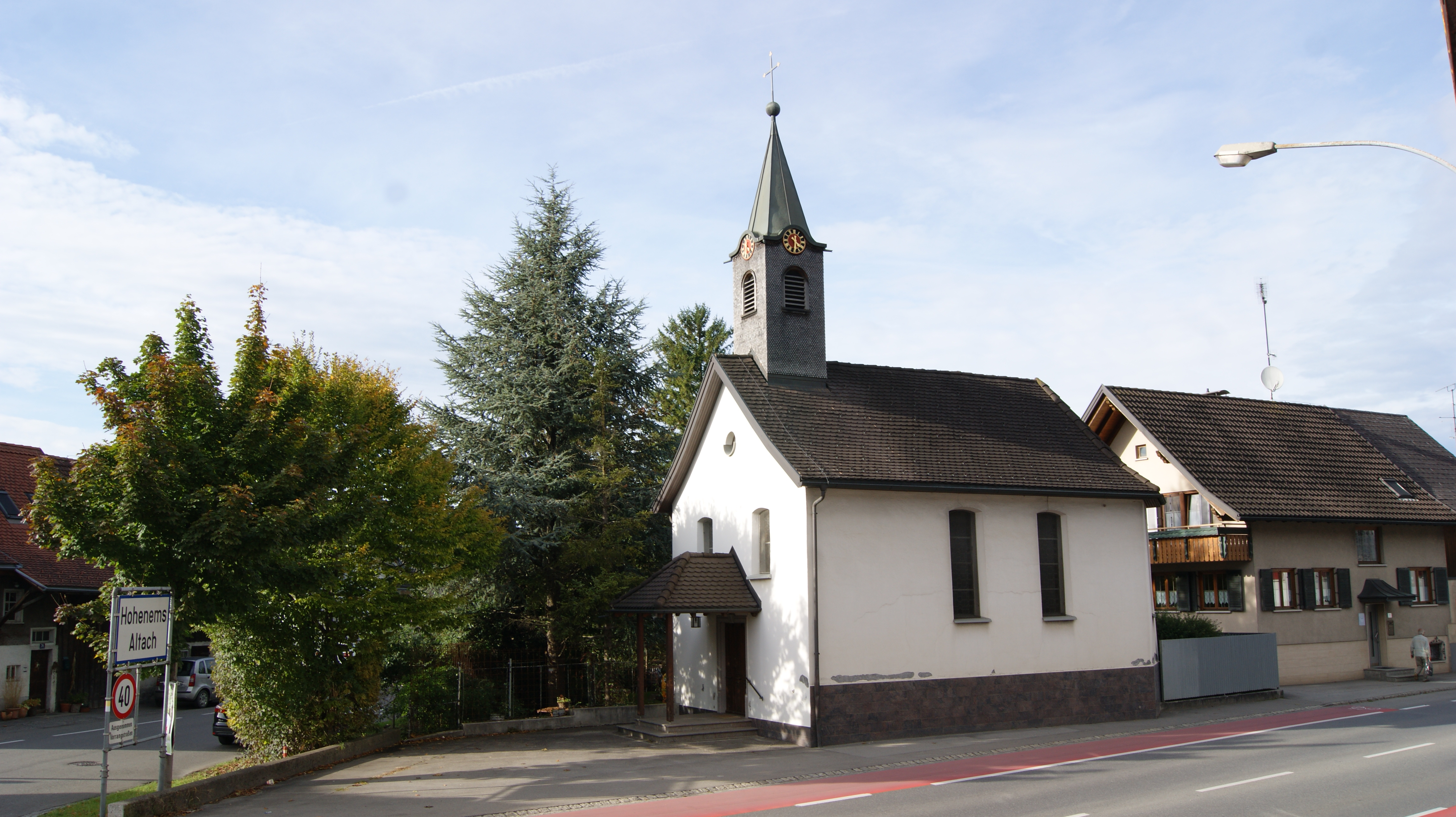
Blick von Südosten

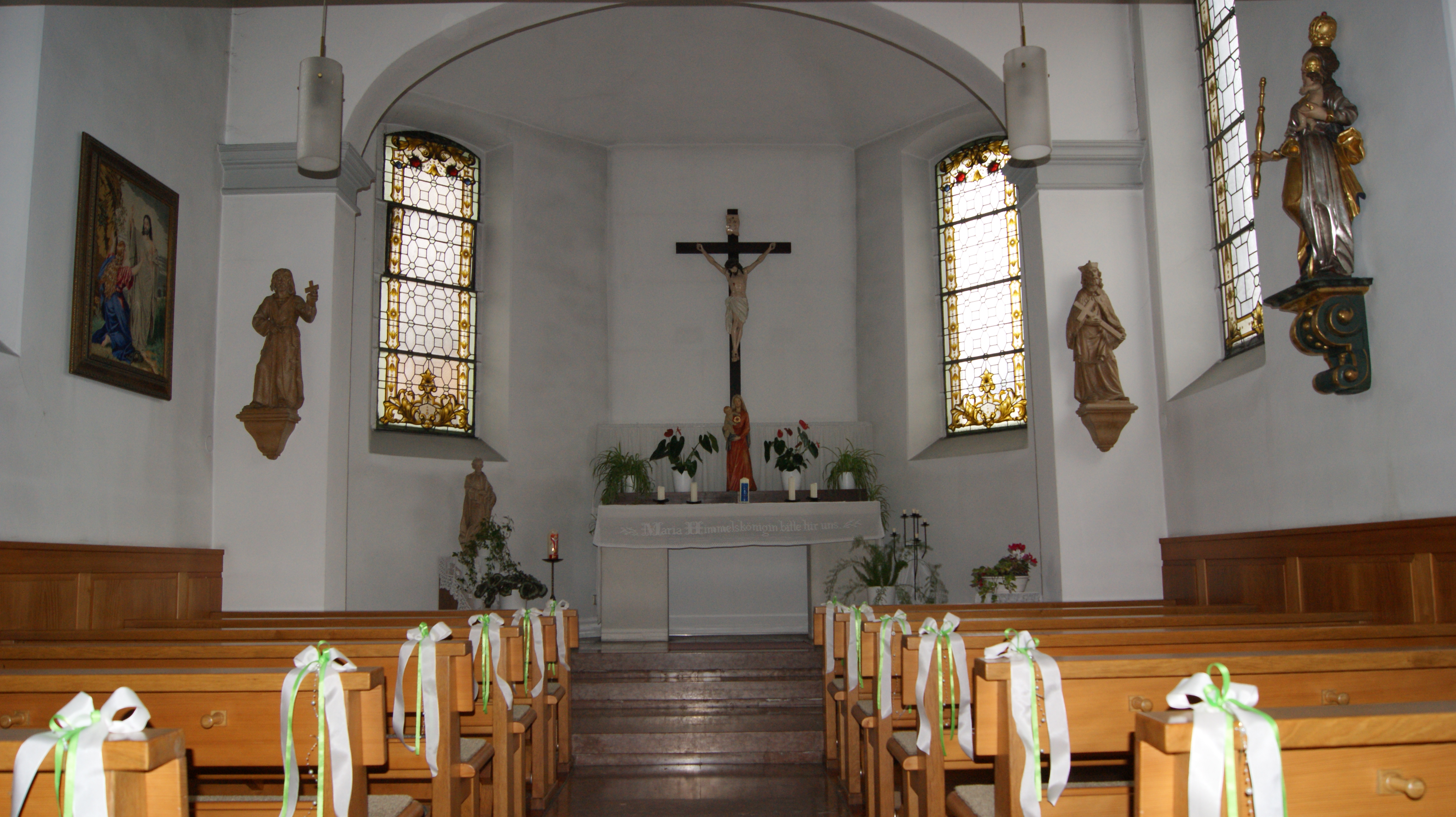
Kirchenraum und Altar

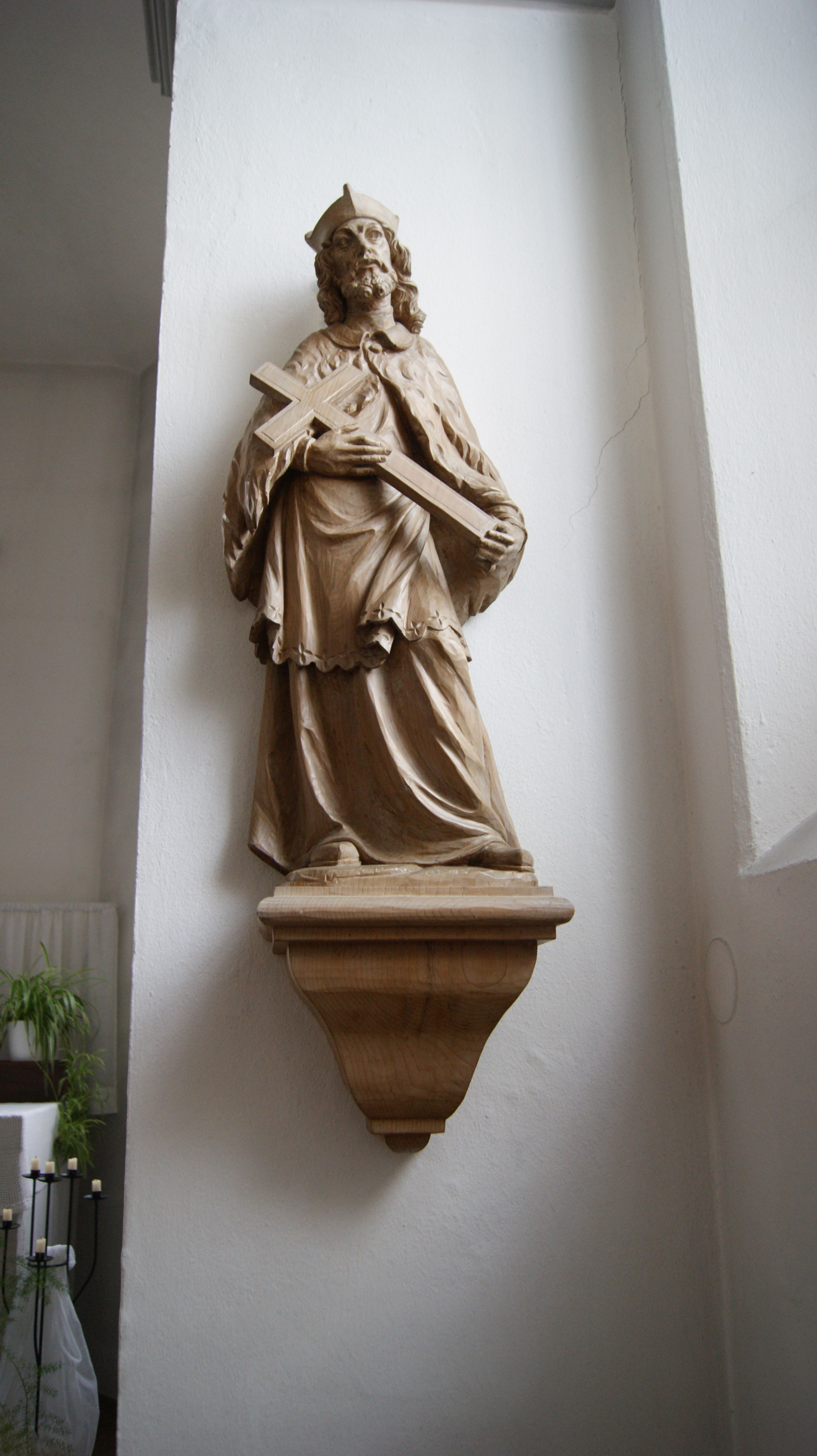
Statue des Heiligen Nepomuk

Die römisch-katholische Kapelle Hl. Johann Nepomuk (auch: Nepomukkapelle) steht im Ortsteil Bauern der Gemeinde Hohenems im Bezirk Dornbirn in Vorarlberg. Sie ist denkmalgeschützt (Listeneintrag) und dem Heiligen Johannes Nepomuk geweiht. Sie wird seelsorgerisch von der Pfarrkirche Herrenried in Hohenems betreut. Die Kapelle gehört damit zum Dekanat Dornbirn in der Diözese Feldkirch.

## Geschichte
Die Kapelle wurde 1603, nach anderer Angabe 1503, errichtet.

## Kirchenbau

### Lage
Der Kirchenbau (etwa 410 m ü. A.) steht im Ortsteil Bauern in Hohenems in der Parzelle St. Johann direkt an der Lustenauerstraße (L 203). Der Kapellenbau steht an der ehemaligen Grenze der Bistümer Chur und Konstanz, die noch heute der Grenze zwischen der Gemeinde Altach und Hohenems teilweise folgt. Die Kapelle steht von der Gemeindegrenze zu Altach nur 5 m entfernt. Die Kapelle ist etwa 1,8 km Luftlinie vom Ortszentrum von Hohenems entfernt und gut erreichbar.

### Bauwerk
Die Kapelle ist ein nach allen Seiten freistehender einfacher Steinbau mit etwa 12 m Giebelhöhe (Gesamthöhe mit Glockendachreiter etwa 22 m). Die Kapelle nimmt eine Fläche von 70 m² ein, und das Langhaus ist etwa 8 m lang und 6,5 m breit. Es handelt sich um einen Bau mit annähernd rechteckiger Grundform und eingezogenem 5/8-Chor in Nordost/Südwest-Ausrichtung, wodurch Betraum und Altarraum voneinander sehr deutlich abgegrenzt sind. Nordöstlich (Altar) sind die Außenwände abgeschrägt.
Der viereckige Glockendachreiter mit Kupfereindeckung, vier Schallöffnungen und Spitzhelm auf dem Satteldach befindet sich südwestlich oberhalb der Empore/Eingang. Das Satteldach ist mit Biberschwanzziegeln gedeckt. Oberhalb der Eingangstüre befinden sich zwei Rundbogenfenster und darüber ein weiteres kleines rundes Fenster. Das Langhaus weist seitlich drei weitere Rundbogenfenster auf (südöstlich zwei Fenster und nordwestlich ein Fenster). Im Chor befinden sich je zwei weitere Rundbogenfenster. Nordwestlich an den Chor ist eine kleine Sakristei angebaut.
Der Bau selbst ist außen und innen weitgehend weiß verputzt.

## Ausstattung
Über dem Altar befindet sich lediglich ein großes Kruzifix. Die Statue des hl. Josef wurde von Oswald Moroder 1979 geschnitzt. Am Chorbogen stehen zwei Statuen aus Oberammergau, links der hl. Niklaus von Flüe und rechts des hl. Johannes Nepomuk.
Die Kirchenbänke sind aus lackiertem Tannenholz und ebenfalls schlicht gehalten. Diese bieten etwa 60 Personen Platz.